# Caridad Álvarez Martín
Caridad Álvarez Martín est une religieuse espagnole, née à Santa Cruz de la Salceda (Burgos, Espagne) le 9 mai 1933, membre de la congrégation des Augustines missionnaires, assassinée le 23 octobre 1994 en compagnie de la sœur Esther Paniagua Alonso. Le 27 janvier 2018 le Pape François reconnaît le martyre de Caridad Álvarez Martín parmi les martyrs d'Algérie et autorise la signature du décret de béatification. Elle est proclamée bienheureuse le 8 décembre 2018.

## Biographie
María de la Caridad Álvarez Martín née à Santa Cruz de la Salceda (Province de Burgos, Espagne) le 9 mai 1933 au foyer de Constantino Martín et de Sotera Martín. En 1955, elle entre à la congrégation des Sœurs augustines missionnaires. Envoyée en Algérie, en pleins troubles, elle y prononce ses vœux perpétuels le 3 mai 1960. Sa santé délicate la fait rentrer en Espagne. Une fois rétablie, elle retourne en Algérie, cette fois-ci indépendante, et y reste plus de trente ans. Elle est membre d’une petite communauté de trois religieuses à Bab El Oued, dont elle tient l’intérieur. Elle s’occupe surtout des personnes âgées et des pauvres et est connue pour son caractère ouvert. Elle y vit la guerre civile algérienne qui se déchaîne dans les années 1990. Séduite par sa mission, elle ne doute pas un instant lorsqu’il faut choisir entre partir ou rester aux côtés des gens qui l’avaient accueillie et qu’elle aimait profondément « Je suis ouverte à ce que Dieu et mes supérieurs voudront de moi. Marie s’est maintenue ouverte à la volonté de Dieu, probablement que cela lui a coûté. Dans les moments actuels, je veux rester dans cette attitude devant Dieu ». Elle a pourtant été la cible de menaces peu avant l’attentat dont elle sera victime. Le dimanche 23 octobre 1994, en chemin pour la messe à la chapelle Saint-Joseph des Petites Sœurs de Jésus, elle est abattue au moment où elle sonne au carillon des sœurs. Atteinte d’une balle dans le crâne et une dans le cou, elle meurt quelques heures plus tard à l’hôpital militaire où elle a été conduite. Avec elle au moment du crime, la sœur Esther Paniagua Alonso est morte sur le coup. Les autorités algériennes considèrent que l’attentat est dû au Groupe islamique armé (GIA).

## Hommages
Caridad Álvarez Martín fait partie des dix-neuf religieux catholiques assassinés en Algérie entre 1994 et 1996,.
Le 27 janvier 2018, le Vatican reconnaît le martyre de sœur Caridad et décide de sa béatification. Elle est proclamée bienheureuse le 8 décembre, fête de l'Immaculée Conception, 2018 à 
Oran, en même temps que les autres martyrs d'Algérie.